# Westinghouse J34
Il Westinghouse J34 (o Westinghouse 24C, secondo la denominazione interna), fu un motore turbogetto sviluppato alla fine degli anni quaranta negli Stati Uniti d'America dalla Westinghouse.

## Storia del progetto
Nel 1942, la Westinghouse entrò nel settore dei motori aeronautici a turbina fondando la Aircraft Gas Turbine Division dedicata alla progettazione di piccoli motori turbogetto con compressore assiale. 
Furono sviluppati tre classi di motori, strutturalmente simili, da 9,5, da 19 e da 24 pollici di diametro. Il motore da 19 pollici (che darà vita al J30) venne provato al banco nel marzo del 1943 ed in volo nel gennaio 1944. La versione da 24 pollici (poi denominata J34) fu quella con il maggior numero di esemplari prodotti e volò nel 1947. In quello stesso anno iniziarono i lavori su un nuovo modello, il J40 da 7500 libbre di spinta.
La produzione del J34 cessò nel 1955.

## Tecnica

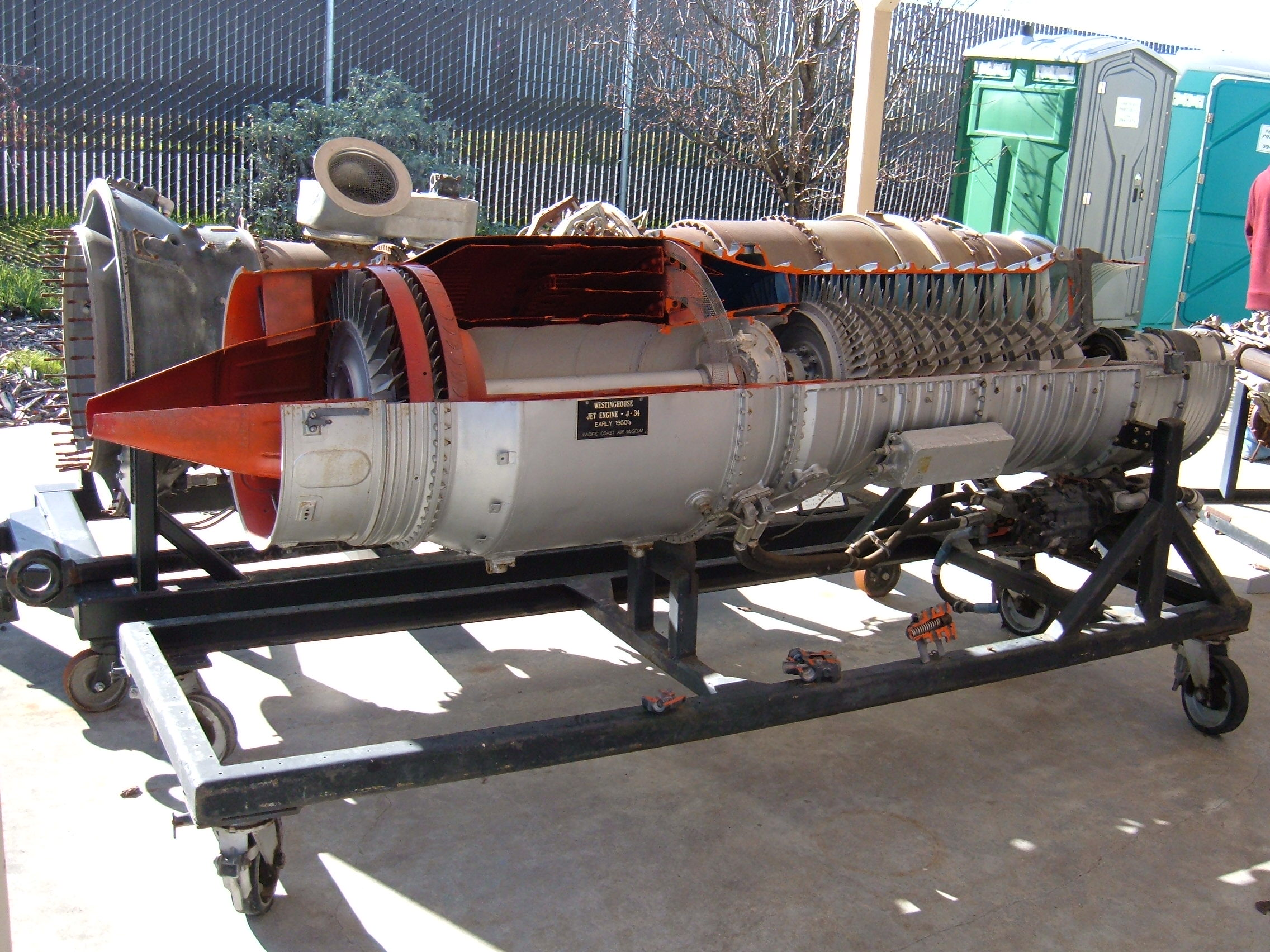
Spaccato di J34 esposto presso il Pacific Coast Air Museum.

Basato sul J30, di cui era sostanzialmente una versione ingrandita, il J34 forniva una spinta di 13,3 kN
Era dotato di un compressore assiale ad undici stadi collegati da un albero motore a due stadi di turbina. Il combustore era costituito da due camere di combustione anulari concentriche con 36 iniettori di combustibile in quella più esterna e 24 in quella più interna. Il radiatore dell'olio era costituito da una tubazione a sezione quadrata disposta intorno alla presa d'aria.
Alcune versioni erano dotate di postbruciatore per aumentare la spinta in determinate fasi di volo ed un ugello con geometria variabile (due posizioni).

## Impiego operativo

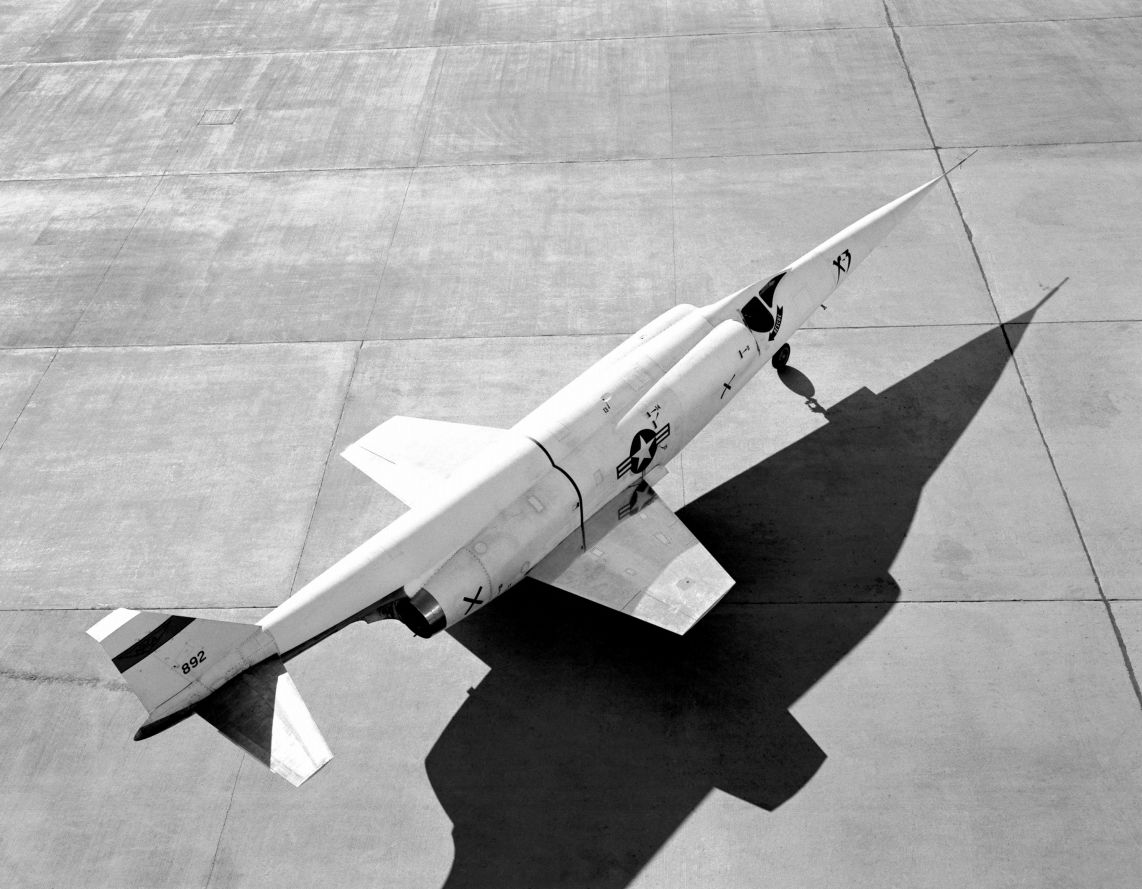
Il Douglas X-3 Stiletto era stato progettato per impiegare i più potenti J46, ma a causa delle limitazioni su ingombri e pesi si dovette ripiegare su una coppia di J34.

In un'epoca di tumultuosi progressi per le turbine aeronautiche, il J34 entrò in servizio quando fu già largamente sorpassato tecnologicamente, venendo utilizzato su velivoli per lo più come soluzione temporanea in attesa di motorizzazioni più performanti. Ad esempio, il Douglas X-3 Stiletto fu equipaggiato con due motori J34 quando si scoprì (troppo tardi per riprogettare il velivolo) che i Westinghouse J46 originariamente previsti avevano dimensioni incompatibili con la fusoliera. Lo Stiletto fu progettato per studiare il volo prolungato a velocità supersoniche, ma, installando i motori J34, risultò largamente sottopotenziato ed incapace di andare oltre Mach 1 in volo livellato.
Il J34 trovò le principali applicazioni sul McDonnell F2H Banshee e sul Douglas F3D Skyknight, ma fu anche impiegato come motore in grado di fornire una spinta addizionale su aerei quali il Lockheed P2V Neptune (dotato di motori a pistoni radiali) e il Douglas Skyrocket (equipaggiato con un motore a razzo).

## Versioni
- J34-WE-2: 13,4 kN (3.000 lb) di spinta
- XJ34-WE-7: 13,4 kN (3.000 lb)
- J34-WE-13: 13,4 kN (3.000 lb)
- J34-WE-15: 13,4 kN (3.000 lb)
- J34-WE-15: 18,2 kN (4.100 lb)
- J34-WE-17: 15 kN (3.370 lb), 21,6 kN  (4.850 lb) con postbruciatore
- J34-WE-19: 14,5 kN (3.250 lb)
- J34-WE-22: 13,4 kN (3.000 lb)
- J34-WE-30A: 14 kN (3.150 lb), 18,78 kN (4.224 lb) con postbruciatore
- J43-WE-32: 13,4 kN (3.000 lb)
- J43-WE-32: 15 kN (3.400 lb)
- J34-WE-34: 14,5 kN (3.250 lb)
- J34-WE-34-1: 13,4 kN (3.000 lb)
- J34-WE-36: 15 kN (3.400 lb)
- J34-WE-36: 17,8 kN (4.000 lb)
- J34-WE-36-1: 15 kN (3.400 lb)
- J34-WE-38: 16 kN (3.600 lb)
- J34-WE-40: 13,4 kN (3.000 lb)
- J34-WE-41:

## Velivoli utilizzatori
- Fairchild C-119 Flying Boxcar (versione civile con kit di modifica "Jet Pack")
- Convair XF2Y-1 Sea Dart
- Curtiss XF-87 Blackhawk
- Douglas F3D Skyknight
- Douglas D-558-2 Skyrocket
- Douglas X-3 Stiletto
- Lockheed XF-90
- Lockheed P-2E/G/H Neptune
- McDonnell F2H Banshee
- McDonnell XF-85 Goblin
- McDonnell XF-88 Voodoo
- Ryan FR Fireball
- Vought F6U Pirate
- Vought F7U Cutlass